# Louge
Die Louge ist ein Fluss in Frankreich, der im Département Haute-Garonne in der Region Okzitanien verläuft. Sie entspringt am Plateau von Lannemezan, im Gemeindegebiet von Villeneuve-Lécussan, entwässert generell Richtung Nordost und mündet nach rund 100 Kilometern im Stadtgebiet von Muret als linker Nebenfluss in die Garonne. Da sie in Trockenperioden wenig Wasser führt, wird sie – wie die meisten Flüsse am Plateau von Lannemezan – künstlich bewässert; in ihrem Fall durch den Canal de Saint-Martory und die Rigole de la Louge, die wiederum ihr Wasser vom Canal de la Neste bezieht.
Auch das Wasser der Louge selbst wird zur Bewässerung durch Kanäle abgeleitet, wie z. B. durch den Canal de Franquevielle à Cardeilhac.

## Orte am Fluss
- Franquevielle
- Aurignac
- Le Fousseret
- Lavernose-Lacasse
- Muret